# Ital Reding

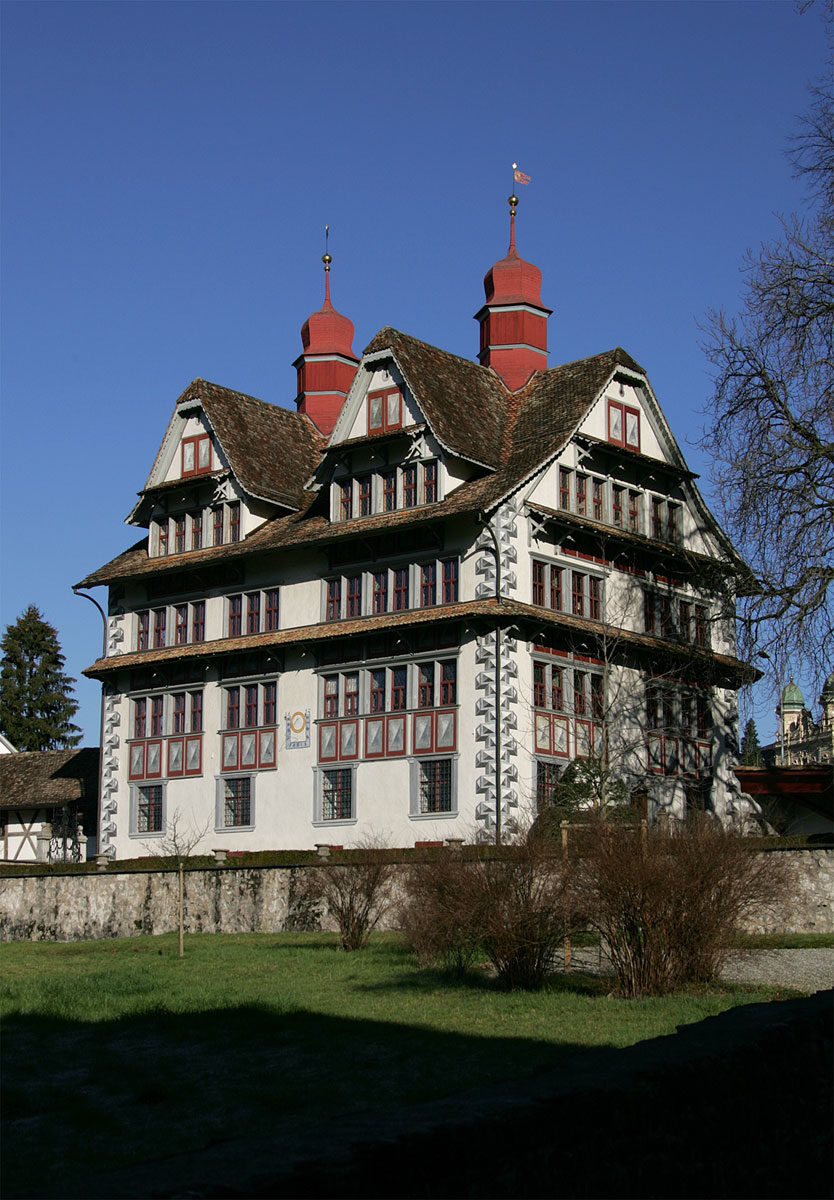
Casa que foi de propriedade de Ital Reding

Ital Reding, f. 1447, político suíço, que liderou a revolta contra Zurique, nas primeiras guerras civis da Confederação Suíça entre 1439 - 1440 e 1443 - 1450. Foi um político proeminente por mais de 30 anos.